# ささら・まーりゃんの生徒会会長ラジオ for ToHeart2
ささら、まーりゃんの生徒会会長ラジオ for ToHeart2（ささら まーりゃんのせいとかいかいちょうラジオ フォー トゥハートツー）は、音泉、アニメイトTVにて配信されていたToHeart2関連のインターネットラジオ番組。かつて放送されていた『Radio ToHeart2』の後継番組である。
2012年8月10日の配信で終了したが、『WHITE ALBUM2 同好会ラジオ』の休止と、音泉10周年企画にあわせて、『帰ってきた!ささら、まーりゃんの生徒会会長ラジオ for ToHeart2』のタイトルで復活。2014年5月2日より隔週配信という形で配信され、当初は16回終了予定だったが二度の延長を経て、2015年7月10日の32回が最終回となっている。
その後音泉15周年企画として、『また帰ってきた!ささら、まーりゃんの生徒会会長ラジオ for ToHeart2』のタイトルで、 2018年9月14日より月1回更新の番組として再度復活。

## 番組概要
ささら、まーりゃんの生徒会会長ラジオ for ToHeart2
配信期間：2008年（平成20年）2月15日 - 2012年（平成24年）8月10日
配信サイト（配信日）：音泉・アニメイトTV（毎週金曜日）
スポンサー：アクアプラス
パーソナリティ：小野涼子（久寿川ささら役）・小暮英麻（まーりゃん先輩役）
放送時間は30分以上59分21秒以内
帰ってきた! ささら、まーりゃんの生徒会会長ラジオ for ToHeart2
配信期間：2014年（平成26年）5月2日 - 2015年（平成27年）7月10日
配信サイト（配信日）：音泉・アニメイトTV（隔週金曜日）
スポンサー：アクアプラス
パーソナリティ：小野涼子（久寿川ささら役）・小暮英麻（まーりゃん先輩役）
また帰ってきた! ささら、まーりゃんの生徒会会長ラジオ for ToHeart2
配信期間：2018年（平成30年）9月14日 -
配信サイト（配信日）：音泉（月1回）
スポンサー：アクアプラス
パーソナリティ：小野涼子（久寿川ささら役）・小暮英麻（まーりゃん先輩役）

## コーナー
フツオタ
リスナーからの普通のお便りを紹介するコーナー
ふきげんよう
サイコロトーク用のお題をリスナーから送ってもらい、サイコロを振って出た目のお題についてトークするコーナー。
学園祭実行委員会からのお知らせ
スポンサーのアクアプラスから発売されるグッズの宣伝や、ラジオと関連したイベントを紹介するコーナー。
ささらの癒ししりとり
出演者による「しりとり」の最初の「癒し系単語」を募集し、しりとりをするコーナー。ただし、続く単語は参加者がその場で考えるため、癒し系の単語にはならないことが多い。また、「卑ししりとり」になったり、「まーりゃん先輩の」になったりとコーナー名が変わることもある。

### 番組途中で終了したコーナー
ささらとまーりゃんの学園祭企画書作成
自分の学園祭の思い出や、学園祭でこんなことをやったら面白いのではないかというメールを募集して発表するコーナー。
こんな○○に誰がした!?
毎週別々のキャラクターにスポットをあて「あのキャラの性格には実はこんな設定があるんじゃないか?」と推理するコーナー。
ささらの癒やしコーナー
ささらに言ってもらいたいセリフを募集し、癒やし声で言ってもらうコーナー。エンディングの後に流れるが、リスナーから募集したセリフの代わりに小野涼子自身が言いたい言葉を言う時もある。
答えてまーりゃん先輩!
リスナーの悩みをまーりゃん先輩が一刀両断、まーりゃんの必殺技『どりるまーりゃんキック』で解決。
小暮さんだ〜いすき♪
英麻さまへの愛があふれるメールを募集するコーナー。
声まね
ジングルで、出演者が声まねを行う。番組初期はToHeart2の他キャラの声まねをしていたが、登場人物が尽きたためか、後には全く関係ない声まねになっていった。また、ゲストが参加する回では原則としてゲストがささらとまーりゃんの声真似を行っている。
ToHeart劇場
「キャラ」「場面」「シチュエーション」をリスナーから送ってもらいアドリブでストーリーを演じる。
ささら、まーりゃんの携帯作文
携帯電話の予測変換機能を使って「あいうえお作文」を作るコーナー。元ネタはケータイ少女関連のラジオ番組で行われていたものをリスナーからによる提案。この際に使用される携帯は、小暮と小野のものに加え、ディレクターの日高殖充の携帯が使用され、3人分が作成されている。また、ゲストが参加する際はそのゲストの携帯も使われる。
アクアプラスフェスタへの道
アクアプラスフェスタに向けて、二人が出演するためのアイデアを募集するコーナー。
溝らじパーソナリティーの溝測定
パーソナリティあての問題を2人が同時に答えて、2人の答え（ゲストが居る場合は全員）がそろえばOKというコーナー。メイドロボラジオの「品質管理クエスチョン・3人同時にドン！」に相当。同じ問題を両ラジオに出し、ToHeart2のラジオ同士の勝負コーナーであった。答えを出すときのかけ声は「溝でポイ」。
私の方が数字持ってます
とあるテーマで2つの物が提示され、そのどちらを支持するのかを理由も添えて募集するコーナー。小野と小暮がどちらを支持しているかは募集時には明かされず、放送時に明かされどちらが多く支持を集めるかを競う。
誓います
「私達溝らじは○○で××することを誓います」の○○と××に入る言葉を募集するコーナー。
英麻きゅんのエマージェンシーエンジェル（EEA）
小暮にアドバイスをしてもらいたい緊急の相談を募集するコーナー。
涼子たんのバカじゃないの!（BKJ）
小野に「バカじゃないの!」と言ってもらいたいネタや体験を募集するコーナー。
「お～い小暮英麻」「お～い小野涼子」
「小暮英麻」か「小野涼子」が入っている川柳を募集するコーナー。
今週のラーメン、今週の動物、今週のこども
全国からラーメン、動物、こどもに関する情報を募集するコーナー。
プリンセス涼子の部屋にりょうこそ
リスナーの悩みをプリンセス涼子が解決するコーナー。小野がパーソナリティを務める『おれつば振興会 夢ラジオ・俺たちに翼はNIGHT』の「プリンセスの部屋へようこそ」が元ネタになっている。第162回で新コーナー案の一つとして挙がったところ最も多くのメールが送られてきたため第164回で1回限りの特別企画として行われた。
溝らじ流星群
リスナーから募集した叶えて欲しい願い事を時間（5秒、10秒、15秒、30秒のいずれか）内に3回言えるかどうかチャレンジするコーナー。
溝語辞典
様々な単語を溝らじ的な単語に言い換えるコーナー。
英麻に届け
英麻さまの心に届く一言を募集するコーナー。
ダメ百物語
リスナーのダメな体験を募集するコーナー。
2人の溝を飛び越えろ クイズホップステップジャンプ
3問セットにして出題されたクイズに元気良く答えるコーナー。
着ボイス
ささら、まーりゃんに言って欲しい「着ボイス」を募集するコーナー。ここでのボイスはアクアプラスの携帯向けコンテンツ配信サイト「ハートToHeart」でDLできる（非会員は最新の物を1週間限定でDL可）。
ラジオで流されている「ハートToHeart」のCM中で、まーりゃん先輩が「オレの着ボイスで一杯にしてくれたまへ」と言っているにも関わらず、同サイトでは当初、ささらとまーりゃん先輩の着ボイスが提供されていなかった。このため、エンディングコーナーでささらとまーりゃん先輩による着ボイスの録音が行われたのがコーナーの切っ掛けとなった。
CV：小暮英麻 / CV：小野涼子
くじで引いたお題をアドリブで演じるコーナー。ゲストがいる回はコーナー名がCV：（ゲスト名）に変わりゲストが演じる。

## ゲスト
「第xx回」は本編のゲストとして、「CD Vol.xx」はそのCDの特別版のゲストとして出演。

### ささら・まーりゃんの生徒会会長ラジオ for ToHeart2 ゲスト
| ゲスト（カッコ内は役名）                                           | 出演した回                                                                                             |
| ------------------------------------------------------------------ | --- |
| 上原れな（歌手）                                                   | 第3回・第26回・第71回・第90回・第117回・第132回・第148回・第204回・CD Vol.9・第1回オールナイトイベント |
| 石塚さより（姫百合珊瑚役）、吉田小南美（姫百合瑠璃役）             | 第9回・第215回                                                                                         |
| 本多知恵子（柚原春夏役）                                           | 第13回                                                                                                 |
| 生天目仁美（十波由真役）                                           | 第27回・第224回                                                                                        |
| Suara（歌手）                                                      | 第29回・第70回・第82回・第83回・第169回・第191回・第208回・第221回・第2回オールナイトイベント          |
| 石井真（真委員長役・『ティアーズ・トゥ・ティアラ』アルサル役）     | 第64回・第92回                                                                                         |
| 阪田佳代（菜々子役）                                               | 第66回                                                                                                 |
| 柚木涼香（『うたわれるもの』エルルゥ役）                           | 第72回                                                                                                 |
| 山川琴美（ミルファ役）                                             | 第94回・第227回・CD Vol.4・CD Vol.15・第2回オールナイトイベント                                        |
| 櫻井浩美（シルファ役）                                             | 第96回・第227回・CD Vol.2・CD Vol.7・CD Vol.15                                                         |
| 佐藤利奈（草壁優季役）                                             | 第99回・第220回                                                                                        |
| 長谷優里奈（柚原このみ役）                                         | 第101回・第226回                                                                                       |
| 津田朱里（歌手）                                                   | 第117回・第154回・第221回                                                                              |
| 浅井清己（『ティアーズ・トゥ・ティアラ』エポナ役 ）                | 第119回・CD Vol.7                                                                                      |
| 伊藤静（向坂環役）                                                 | 第121回・第217回                                                                                       |
| 力丸乃りこ（小牧愛佳役）                                           | 第125回・第223回・CD Vol.1                                                                             |
| 斎藤千和（羽根崎美緒役）                                           | 第193回                                                                                                |
| 夏樹リオ（ルーシー・マリア・ミソラ役）                             | 第207回・第222回                                                                                       |
| 荻原秀樹（声優だが、『ToHeart2』を含むアクアプラス作品には未出演） | 第207回・ワンダーフェスティバル2010[夏] 公開放送                                                       |
| 笠原あきら（山田ミチル役）、太田佳織（吉岡チエ役）                 | 第219回・CD Vol.8                                                                                      |
| 中島沙樹（笹森花梨役）                                             | 第225回・CD Vol.14                                                                                     |
| 萩原えみこ（イルファ役）                                           | 第227回・CD Vol.3・CD Vol.11・CD Vol.15                                                                |

### 帰ってきた! ささら・まーりゃんの生徒会会長ラジオ for ToHeart2 ゲスト
| ゲスト（作品・役名）                                                                         | 出演した回                                  |
| -------------------------------------------------------------------------------------------- | ------------------------------------------- |
| 伊藤静（向坂環役）                                                                           | 第4回（2014年6月13日）                      |
| 上原れな、津田朱里（歌手/アクアプラス作品主題歌担当）                                        | 第8回（8月8日）・第4回オールナイトイベント  |
| 下屋則子（『ダンジョントラベラーズ2 王立図書館とマモノの封印』メルヴィ・ド・フロレンシア役） | 第9回（8月22日）                            |
| 赤﨑千夏（『ダンジョントラベラーズ2 王立図書館とマモノの封印』コネット・サントノーレ役）     | 第10回（9月25日）                           |
| 嶋村侑（『ダンジョントラベラーズ2 王立図書館とマモノの封印』グリシェリーナ・エフノレア役）   | 第11回（9月19日）                           |
| Suara（歌手）                                                                                | 第14回（10月31日）・第28回（2015年5月22日） |
| 柚木涼香（『うたわれるもの』エルルゥ役、『AQUAPAZZA』柏木千鶴役）                            | 第14回（10月31日）                          |
| 力丸乃りこ（小牧愛佳役）                                                                     | 第22回（2015年2月20日）                     |
| 生天目仁美（十波由真役、『WHITE ALBUM2』冬馬かずさ役）                                       | 第26回（4月17日）・CD Vol.1                 |
| 米澤円（『WHITE ALBUM2』小木曾雪菜役）                                                       | CD Vol.1                                    |
| 萩原えみこ（イルファ役）、山川琴美（ミルファ役）、櫻井浩美（シルファ役）                     | CD Vol.2                                    |
| 中島沙樹（笹森花梨役）                                                                       | CD Vol.3                                    |

## エピソード
- この番組の挨拶は、当初は特に決まっていなかったが、「生徒会の仕事をしているところにおじゃまする」という体裁のため、リスナーからのメールは「お疲れ様です」で始まることが多かった。
- 第1回の放送でパーソナリティ2人のあだ名が暫定として「えまさま（英麻様）」「涼子たん」となった。「えまさま」は番組開始以前から呼ばれていたため、そのままリスナーの間でも定着したが、小野についてはその後も「りょっぴ」「お涼さん」などがリスナーから寄せられていたが、逆に「小野さん」というメールが寄せられると何故か小野は不機嫌になっていた。その後も正式なあだ名が決まるまでの間、あまりに「小野さん」メールが多かったため、第18回で正式なあだ名が「涼子たん」に決定した。
- 上記を踏まえ、後に、メール投稿する際の注意事項として最初に『英麻様、涼子たん、お疲れ様です』からはじまるよう、正式決定された。なお、他の呼び名で投稿されると、二人の機嫌が悪くなる様子。
- アニメイトTVで第1・2回目放送に付けられたタイトルが、SMになぞらえたものにされている事から、開始当初は「SMラジオ」と呼ばれたこともあるが、小野が小暮や番組スタッフと仲良くなりたい、溝を埋めたいことから「溝らじ」と呼称し、それが次第に定着していくことになり、「溝らじTシャツ」などの番組グッズも作成されている。
- 第48回で、小暮が「溝らじ」という通称の書き方をウィキペディアに編集するよう呼びかけたところ実際に編集が行われた。
- 2年目を迎える頃には、パーソナリティ2人の間には溝がない（のが不満）ととあるスタッフが発言したらしく、むしろスタッフと2人の間に溝があるのでは? という疑念があると伺わせる出来事がしばしば起こっている。
- 第53回の「フツオタ」コーナーにおいて小暮英麻が「小野涼子が音泉さんの偉い人に"溝らじ"の"らじ"は片仮名じゃなくて平仮名です、っていうことを言っていました」とウィキペディアに書いてもらうようリスナーに呼びかけていた（実際に"らじ"が違うと言っていたのはメールを投稿してきたリスナーである）。
- 第3回から規制音を使用するようになったが、その音には『うたわれるものらじお』と同じ音、もしくはゲストで呼ばれた上原の曲を使用した。また第7回の規制音は銃声だった。
- 第6回の「学園祭実行委員会からのお知らせ」では、小野涼子と小暮英麻がコーナーの始まりから終わりまでの約4分間、小牧愛佳(力丸乃りこ)の声まねをしながら進行した。
- ラジオでまーりゃん先輩のCMが流れているにもかかわらず、元々アクアプラスの携帯向けコンテンツ配信サイトである「ハートToHeart」では久寿川ささらとまーりゃん先輩の着ボイスが提供されていなかったが、エンディングコーナーで久寿川ささらとまーりゃん先輩による着ボイスの録音が行われている。また、その着ボイスは2008/5/23より配信が開始されている（配信開始から1週間は非会員でもダウンロード可能）。
- 小暮は時あるときに色んなコーナーで「リッキーLOVE」を披露していて、力丸乃りこがゲストに来ることを期待していた。「多分リッキーが来るとすっこい和やかな雰囲気になると思うんだけれど」と発言したこともあったが(第6回)、その後ラジオCD Vol.1に収録の特別版ラジオにて、その願いは初めて実現した。
- 小野は何かが自分の気に合わないと思ったときや、何かをアピールしたい時に小牧愛佳の声まねをすることが多い(第6回から)。声まねによく使われるセリフは「皆、聞いてよ〜」など。
- 第15回では2クール目に入った記念として「答えてまーりゃん先輩!」をささら（小野）が答え、「ささらの癒やしコーナー」をまーりゃん（小暮）が行った。
- 第40回・41回で、小野が喉を痛めていつもと声が違っていたため、小野涼子は海外出張で代理の極楽院涼子という別人であると主張していた。一方、第44回では、今度は小暮の声が違っていたため、小暮英麻は海外出張で代理の極上院英麻という別人であると主張していた。
- 第56回でようやく、二人の共通点が一つでてきた（『サムライスピリッツ』でナコルルを使って遊んでいたこと）。
- 第60回で英麻様からのアイコンタクトを涼子たんがちゃんと受け取り「溝らじわ」を一緒に言ってみせた。
- 第64回で石井真がゲストに呼ばれた際の番組オープニングテーマがテレビアニメ『ティアーズ・トゥ・ティアラ』のオープニングテーマであるSuaraの「Free and Dream」となり、ものまねは石井が「ささら」「まーりゃん」をそれぞれ行った。逆に小暮と小野で「真・ティアーズ・トゥ・ティアラジオ」の第10回放送でゲスト出演を行った。
- 第72回と第73回はToHeart2adplusのタイアップが行われていたこともあり、カラオケパセラ秋葉原店で収録された。また第72回には、同じくタイアップを行っていた『うたわれるもの』から柚木涼香がゲスト出演しており、柚木はそのときの様子を自分のラジオ（『エルルゥの小部屋』）内でも語っている。
- 2009年7月5日に初の公開録音がWonderGOO 名古屋大須店にて行われた。この時の模様は第75回で放送された。
- 2009年9月7日より同じアクアプラス提供のToHeart2関連ラジオ番組である『来栖川重工プレゼンツ メイドロボ3姉妹 ラジオはじめました』が始まったため、この番組が終わるのではないかと英麻さま涼子たん共々ビクビクする羽目に（その後2010年4月でメイドロボの放送が終了し、当番組が存続している）。
- 第99回で佐藤利奈がゲストに呼ばれ、タイトルも彼女の番組から最後に「F」が付いたり、挨拶が「あのそらわ」となった。更にこの回での小野・小暮の二人は読んで欲しい言葉を紙に書いて佐藤に読ませたが、小野は広島東洋カープのファンである佐藤に罰ゲームの如く「がんばれ!横浜ベイスターズ」と読ませていた。
- 第100回前後ではふつおたの終了時に小野がさりげなくベイスターズネタを混ぜるようになった。さらに冒頭のささら、まーりゃんのキャラの掛け合いでも、ささらがベイスターズネタを話すようになっている。
- 2010年1月22日配信分で第100回放送を迎えた。これを記念して、アクアプラス作品声優からのお祝い音声コメントが第100回から第103回にかけて紹介された。
- 2010年3月21日にin→dependent theatre 2ndで開催された「第3回 日本橋オールコンテンツ祭り 〜娯楽〜」内にて2回目の公開録音が行われた。この時の模様は第109回で放送された。
- 2010年3月26日に新宿ロフトプラスワンにてオールナイト公開放送が行われ、上原れながゲストに呼ばれた。[1]
- 2010年5月21日配信となった第117回放送をもって、アクアプラス提供番組史上で最長記録更新となった（それまでは『Radio ToHeart2』の116回が最長）。
- 2010年7月25日のワンダーフェスティバル2010[夏]会場にて、公開放送が行われた。この時、アクアプラス作品に出演したことは一度もないが小野、小暮と交友があり、3月26日のオールナイトイベントにも遊びに来ていてネタにされていた荻原秀樹が正式なゲストとして出演した。[1]その後の本編配信内でも、何度も荻原がネタにされている。2011年7月1日のオールナイトイベントにも荻原が来てネタにされた。
  - 第162回、第163回の収録では、直接名前をいうことは避けられているが、偶然スタジオにいた荻原が収録の見学に来て、さらに収録ブース内に入っていることが「先輩」「ラブチキン」などの言葉で示唆されている。正式なゲストではないためしゃべれない（しゃべると声優としての仕事になってしまう）にもかかわらず、小暮、小野から何度も話が振られ、荻原が身振り手振りや筆談で応えている。
  - パチスロを趣味としているため、ToHeart2のパチスロを試遊して紹介した第207回配信分に、初の通常放送でのゲストとして呼ばれた。
- 2011年2月12日に大阪・梅田クリスタルホールにて3回目の公開録音が行われた。この時の模様は第156回で放送された。
- 2011年7月1日に新宿ロフトプラスワンにて第2回目のオールナイト公開放送「生徒会会長ラジオ オールナイトイベント 第2弾! 神の溝知るセカイ。エンディングが見えないよ～」が行われ、山川琴美、Suaraがゲストに呼ばれた。[1]
- 2011年12月10日に東京アニメセンターで開催された「インターネットラジオステーション<音泉> Presents アキバ出張収録 2回目!」内にて4回目の公開録音が行われた。この時の模様は第198回で放送された。
- 2012年1月7日に新宿ロフトプラスワンにて3回目のオールナイトイベント「生徒会会長ラジオ オールナイトイベント 第3弾 僕は溝が少ない」が行われた。だが参加権抽選結果のメール配信時に発生したトラブルにより、当選者の大多数に当選通知のメールが届かなかったため、約150名の当選者のうち、30名弱しか会場に来なかった。そのため、この日会場に来られた参加者を含む全当選者に改めてメールを送り、振り替えイベントを行うことが告知された。[2]
  - 2012年3月24日に、振り替えオールナイトイベントとして「溝らじオールナイト2012 春 ～当選～」が開催された。
- 2012年1月22日に「OVA先行上映会 ミステリーバスツアー『ToHeart2 溝テリー トラベラーズ』」が行われ、ゲストとして小野、小暮の他にSuara、上原れなが参加。行き先は、参加者には当日まで秘密にされていたが、会場は大理石村ロックハート城だった。当日の模様は第203回放送で少し紹介されている。
- 2012年7月16日にグランデ渋谷にて5回目の公開録音が行われた。この時の模様はラジオCD Vol.16に収録された。
- 番組終了後の2012年11月11日、科学技術館サイエンスホールにて「溝らじ」最後のイベントとして「ささら、まーりゃんの生徒会会長ラジオ for ToHeart2 presents 溝・メイドロボ ・F.I.X Records3姉妹 サイエンスホールの大決闘」が開催され、小暮、小野のほかに萩原えみこ、山川琴美、櫻井浩美、Suara、上原れな、津田朱里が出演した。
- 音泉10周年企画のひとつとして、「帰ってきた! ささら、まーりゃんの生徒会会長ラジオ for ToHeart2」が2014年5月2日より隔週配信されることが発表された。[3]
- 2014年7月6日にニコニコ生放送『インターネットラジオステーション<音泉>10周年記念24時間生放送』内にて「帰ってきた! ささら、まーりゃんの生徒会会長ラジオ for ToHeart2」が参加番組として生配信された。
- 2014年9月20日にロフトプラスワンウエストにて第4回目のオールナイト公開放送「帰ってきた!ささら、まーりゃんの生徒会会長ラジオ　for ToHeart2 オールナイトイベントin大阪 真夜中の学園祭」が行われ、上原れな、津田朱里がゲストに呼ばれた。[1]
- 2015年5月10日に「帰ってきた！溝らじ」最後のイベントとして『帰ってきた！ささら、まーりゃんの生徒会会長ラジオforToHeart2 presents 溝・環・愛佳・F.I.X Records3姉妹 サイエンスホールの大団円』が開催された[4]。

## 配信リスト

### ささら・まーりゃんの生徒会会長ラジオ for ToHeart2 配信リスト
2012年
| 放送回  | 配信開始日 | サブタイトル                                                          | CV：小暮英麻 / CV：小野涼子                                                                                           | 備考                                 |
| ------- | ---------- | --------------------------------------------------------------------- | --- | ------------------------------------ |
| 第201回 | 2012/1/13  | 『本当に●●が少なかった☆』                                             | 小暮→イリオモテヤマネコ、小野→オオサンショウウオ                                                                      |                                      |
| 第202回 | 2012/1/20  | 『●●ペロペロ(^ω^)☆』                                                  | 小暮→バナナケース、小野→カピバラさん（推定3歳）                                                                       |                                      |
| 第203回 | 2012/1/27  | 『良きに計らえ☆』                                                     | 小暮→タスマニアデビル、小野→みつお                                                                                    |                                      |
| 第204回 | 2012/2/3   | 『ゲストに向かって、豆をまきます☆』                                   | 上原→バレンタインデーのチョコレート・赤鬼さん                                                                         |                                      |
| 第205回 | 2012/2/10  | 『To be continued...☆』                                               | 小暮→ダルビッシュ 小野→スーパーのタイムサービスで売られている250円のカツ丼                                            |                                      |
| 第206回 | 2012/2/17  | 『5年目突入～☆』                                                      | 小暮→ガチャガチャ 小野→世界一有名な配管工の兄弟のLの方                                                                |                                      |
| 第207回 | 2012/2/24  | 『マイスロ!マイメロ!マスオさん☆』                                     | | タイヨーエレックショールームにて収録 |
| 第208回 | 2012/3/2   | 『この中に、お豆腐屋のリスナーさんはいませんか!?』                    | Suara→昨日のカレー・ツンツンなお雛様                                                                                  |                                      |
| 第209回 | 2012/3/9   | 『すごいキュンキュンしちゃうっ☆』                                     | 小暮→鉛筆削り、小野→ルービックキューブ                                                                                |                                      |
| 第210回 | 2012/3/16  | 『アキバラさん☆』                                                     | 小暮→壊れかけのラジオ、小野→フロッピーディスク                                                                        |                                      |
| 第211回 | 2012/3/23  | 『久寿川ささらって、言いづらくね?☆』                                  | 小暮→マウスの左ボタン、小野→おろし金                                                                                  |                                      |
| 第212回 | 2012/3/30  | 『溝党、当選～☆』                                                     | 小暮→ワニワニパニック、小野→カップ焼きそば                                                                            |                                      |
| 第213回 | 2012/4/6   | 『花粉、一昨年の10倍なのれす☆』                                       | 小暮→お湯が沸くと蒸気で笛が鳴るタイプのやかん 小野→吹っ飛んだ布団                                                     |                                      |
| 第214回 | 2012/4/13  | 『ハラホロヒレハレ～☆』                                               | 小暮→桜、小野→考える人                                                                                                |                                      |
| 第215回 | 2012/4/20  | 『イクラぁ～?』                                                       | 石塚→ジェット風船、吉田→たこ焼き                                                                                      |                                      |
| 第216回 | 2012/4/27  | 『GWなんて、私達には関係ナイ話でww☆』                                 | 小暮→節電で明かりが点いていないため動いてるのに客が全く来ない夜の自販機 小野→ヨーグルトの蓋の裏に付いているヨーグルト |                                      |
| 第217回 | 2012/5/4   | 『数字もってますからね、アイアンクローは』                            | 伊藤→火炎放射器・網焼きスルメイカ                                                                                     |                                      |
| 第218回 | 2012/5/11  | 『天国行きか、地獄行きか☆』                                           | 小暮→プレゼントで貰った英麻さま宅の調理グッズ達 小野→フル充電された単三電池                                           |                                      |
| 第219回 | 2012/5/18  | 『ちゃる・よっちの他校の生徒ラジオ for ToHeart2、略して「たこらじ」』 | 笠原→ポップコーン、太田→小さくなった固形石鹼                                                                          |                                      |
| 第220回 | 2012/5/25  | 『英麻さまのあの空で逢いましょう♪S』                                  | 佐藤→DB.スターマン・東京スカイツリー                                                                                  |                                      |
| 第221回 | 2012/6/1   | 『もうすぐ新横浜です☆』                                               | Suara→リトマス試験紙、津田→針が曲がって刺せなくなった画鋲                                                             |                                      |
| 第222回 | 2012/6/8   | 『やさぐれお嬢様♪』                                                   | 夏樹→とつか再開発くん・白のクレヨン                                                                                   |                                      |
| 第223回 | 2012/6/15  | 『マホメロ♪』                                                         | 力丸→ラムネのビー玉・manaca                                                                                           |                                      |
| 第224回 | 2012/6/22  | 『雑な祝い方♪』                                                       | 生天目→潰されるプチプチ・伊藤静                                                                                       |                                      |
| 第225回 | 2012/6/29  | 『ワイルドだろ～?』                                                   | 中島→たまごサンド・エレベーターガール                                                                                 |                                      |
| 第226回 | 2012/7/6   | 『喉が渇きます』                                                      | 長谷→うまい棒・サンドバッグ                                                                                           |                                      |
| 第227回 | 2012/7/13  | 『お疲れ様です、偉い人です☆』                                         | 萩原→5歳児、山川→みこみこ                                                                                             |                                      |
| 第228回 | 2012/7/20  | 『俺たちの溝らじは、まだ始まったばかりだ☆』                           | 小暮→右にあるのか左にあるのかごっちゃになったバスガイド 小野→スイカ割りされるスイカ                                   |                                      |
| 第229回 | 2012/7/27  | 『混乱してます』                                                      | 小暮・小野→偉い人 |                                      |
| 第230回 | 2012/8/3   | 『あとは、胸がいっぱいになるだけですね☆』                             | |                                      |
| 第231回 | 2012/8/10  | 『またいつか、どこかで…お会いしましょう☆』                            | |                                      |

- サブタイトルは、アニメイトTV配信時に付けられたもの。『帰ってきた！』では、アニメイトTVでのサブタイトルは省略されている。
- 太字はゲストがいる回

## 主題歌

### オープニングテーマ
『虹の架け橋』(#1 - #13、#53 - #63、#65 - #78、#105 - #126)
作詞、歌：上原れな、作・編曲：松岡純也
『Heart To Heart』Sasara&Maryanアレンジバージョン(#14 - #22)
作詞：須谷尚子、作曲：中上和英、歌：小野涼子&小暮英麻
『一番星』Sasara&Maryanアレンジバージョン(#23 - #52)
作詞：U、作曲：石川真也、歌：小野涼子&小暮英麻
『Free and Dream』(#64)
作詞：須谷尚子、作曲：下川直哉、編曲：衣笠道雄、歌：Suara
第79回〜第95回
第79回〜第95回のオープニングは、キャラクターソングを順番にかけることになった。
『一番星　〜 カウントダウンパーティーtoハッピーニューイヤー! Ver.〜』(#96 - #100、#102 - #104)
歌：ささら（小野涼子）&まーりゃん(小暮英麻)
『トモシビ　Silent snow Ver.』(#101)
歌：このみ(落合祐里香)&環(伊藤 静)
『ミゾの架け橋』(#127 - #145、#147 - #150、#152、#157、#159、#161 - #164、#166、#168、#170、#171、#173、#174、#177、#178、#181、#184、#186、#189、#190、#192、#194、#196、#198)
作詞：上原れな、作・編曲：松岡純也、歌：ささら（小野涼子）&まーりゃん（小暮英麻）
『Twinkle Stars ☆彡』(#146、#151、#153 - #156、#158、#165、#167、#169、#172、#175、#176、#179、#180、#182、#183、#185、#187、#188、#191、#193、#195、#197)
作詞：上原れな、作曲：衣笠道雄、編曲：椿本匡賜、歌：ささら（小野涼子）&まーりゃん（小暮英麻）
『虹色の未来』(#200 - #203、#205 - #214、#216、#218、#220)
作詞：須谷尚子、作曲：石川真也、編曲：衣笠道雄、歌：Suara
『虹色の風』(#204)
作詞：須谷尚子、作・編曲：衣笠道雄、歌：上原れな
『Future World』(#221)
作詞：須谷尚子、作曲：石川真也、編曲：石川真也・衣笠道雄、歌：Suara
『魔法のmelody』(#223 - #230)
歌：シルファ（櫻井浩美）、優季（佐藤利奈）、まーりゃん（小暮英麻）、春夏（本多知恵子）
『一番星』(#231)
作詞：U、作曲：石川真也、編曲：衣笠道雄、歌：Suara

### エンディングテーマ
『君が残したもの』(#1 - #52、#72、#73、#105 - #127)
作詞、歌：上原れな、作・編曲：松岡純也
第53回〜第96回
第53回〜第96回のエンディングは、毎回番組終了時にパーソナリティがくじを引き、当たった曲を流すように変更された。ただし、ゲストが来た等の特別な回は、関係ある曲が「当たる」ように何らかの操作をしているらしきことを示唆した回もあった。
『トモシビ　Silent snow Ver.』(#97、#217)
歌：このみ（落合祐里香）&環（伊藤静）
『君が残したもの　冬の終わりVer.』(#98、#99)
歌：優季（佐藤利奈）&由真（生天目仁美）
『Heart To Heart　決戦のバレンタインなのれす！Ver.』(#102、#227)
歌：シルファ（櫻井浩美）、ミルファ（山川琴美）、イルファ（萩原えみこ）
『トキメキ』(#128、#130、#131、#133、#135 - #137、#139、#141、#143、#149、#150、#152、#155、#158、#161、#163、#164、#167、#168、#172、#174、#176、#178、#180、#184、#186、#188、#190、#192、#194、#196)
作詞：須谷尚子、作・編曲：松岡純也、歌：上原れな
『旅立ち』(#129、#132、#134、#138、#140、#142、#144、#151、#153、#154、#156、#157、#159、#160、#165、#166、#171、#173、#175、#177、#179、#181、#183、#185、#187、#189、#193、#195、#197、#198)
作詞：遠藤葉月、作・編曲：衣笠道雄、歌：上原れな
『Twinkle Stars ☆彡』(#145、#147、#148、#162、#229)
作詞：上原れな、作曲：衣笠道雄、編曲：椿本匡賜、歌：ささら（小野涼子）&まーりゃん（小暮英麻）
『君が残したもの（はるみ&シルファver.）』(#146)
歌：はるみ（山川琴美）&シルファ（櫻井浩美）
『キミガタメ　ジャズアレンジバージョン』(#169)
作詞：須谷尚子、作曲：下川直哉、歌：Suara
『虹色の風』(#170)
作詞：須谷尚子、作・編曲：衣笠道雄、歌：上原れな
『雪の魔法』(#191)
作詞：須谷尚子、作・編曲：松岡純也、歌：Suara
『七色のヒカリ』(#199)
歌：ささら（小野涼子）&まーりゃん（小暮英麻）
『ただひとつの星』(#200 - #214、#216、#218)
作詞：須谷尚子、作曲：石川真也、編曲：松岡純也、歌：上原れな
『Thanks a lot』(#221、#228)
作詞：須谷尚子、作・編曲：衣笠道雄、歌：津田朱里
『魔法のmelody』(#222)
歌：シルファ（櫻井浩美）、優季（佐藤利奈）、まーりゃん（小暮英麻）、春夏（本多知恵子）
『ミゾの架け橋』(#230)
作詞：上原れな、作・編曲：松岡純也、歌：ささら（小野涼子）&まーりゃん（小暮英麻）
『ありがとう』(#231)
作詞：須谷尚子、作曲：下川直哉、編曲：豆田将、歌：AKKO

## CD
ラジオCDはディスク2枚組
Disc1は特別版ラジオを収録(AudioCD)
Disc2は過去の配信分をCD版にアレンジし、配信分に比べ高音質で収録(DataCD)

### ささら・まーりゃんの生徒会会長ラジオ for ToHeart2
- ラジオCD『ささら、まーりゃんの生徒会会長ラジオ for ToHeart2』Vol.1 2008年12月26日発売 (第01回〜第13回収録)
- ラジオCD『ささら、まーりゃんの生徒会会長ラジオ for ToHeart2』Vol.2 2009年1月30日発売 (第14回〜第26回収録)
- ラジオCD『ささら、まーりゃんの生徒会会長ラジオ for ToHeart2』Vol.3 2009年2月27日発売 (第27回〜第39回収録)
- ラジオCD『ささら、まーりゃんの生徒会会長ラジオ for ToHeart2』Vol.4 2009年3月27日発売 (第40回〜第52回収録)
- ラジオCD『ささら、まーりゃんの生徒会会長ラジオ for ToHeart2』Vol.5 2009年6月26日発売 (第53回〜第65回収録)
- ラジオCD『ささら、まーりゃんの生徒会会長ラジオ for ToHeart2』Vol.6 2009年11月27日発売 (第66回〜第78回収録)
- ラジオCD『ささら、まーりゃんの生徒会会長ラジオ for ToHeart2』Vol.7 2010年1月29日発売 (第79回〜第91回収録)
- ラジオCD『ささら、まーりゃんの生徒会会長ラジオ for ToHeart2』Vol.8 2010年3月19日発売 (第92回～第104回収録)
- ラジオCD『ささら、まーりゃんの生徒会会長ラジオ for ToHeart2』Vol.9 2010年9月23日発売 (第105回～第117回収録)
- ラジオCD『ささら、まーりゃんの生徒会会長ラジオ for ToHeart2』Vol.10 2011年1月28日発売 (第118回～第130回収録)
- ラジオCD『ささら、まーりゃんの生徒会会長ラジオ for ToHeart2』Vol.11 2011年9月30日発売 (第131回～第143回収録)
- ラジオCD『ささら、まーりゃんの生徒会会長ラジオ for ToHeart2』Vol.12 2012年1月27日発売 (第144回～第156回収録)
- ラジオCD『ささら、まーりゃんの生徒会会長ラジオ for ToHeart2』Vol.13 2012年5月30日発売 (第157回～第171回収録)
- ラジオCD『ささら、まーりゃんの生徒会会長ラジオ for ToHeart2』Vol.14 2012年6月27日発売 (第172回～第186回収録)
- ラジオCD『ささら、まーりゃんの生徒会会長ラジオ for ToHeart2』Vol.15 2012年7月25日発売 (第187回～第201回収録)
- ラジオCD『ささら、まーりゃんの生徒会会長ラジオ for ToHeart2』Vol.16 2012年9月12日発売 (第202回～第216回収録)
- ラジオCD『ささら、まーりゃんの生徒会会長ラジオ for ToHeart2』Vol.17 2012年12月5日発売 (第217回～第231回収録)

### 帰ってきた！ ささら・まーりゃんの生徒会会長ラジオ for ToHeart2
- ラジオCD『帰ってきた！ ささら、まーりゃんの生徒会会長ラジオ for ToHeart2』Vol.1 2014年9月24日発売 (第01回〜第08回収録)
- ラジオCD『帰ってきた！ ささら、まーりゃんの生徒会会長ラジオ for ToHeart2』Vol.2 2015年1月28日発売 (第09回〜第16回収録)
- ラジオCD『帰ってきた！ ささら、まーりゃんの生徒会会長ラジオ for ToHeart2』Vol.3 2015年5月27日発売 (第17回〜第24回収録)
- ラジオCD『帰ってきた！ ささら、まーりゃんの生徒会会長ラジオ for ToHeart2』Vol.4 2015年9月30日発売 (第25回〜第32回収録)